# Mercury Monarch
Mercury Monarch – samochód osobowy klasy wyższej produkowany pod amerykańską marką Mercury w latach 1975 – 1980. 

## Historia i opis modelu

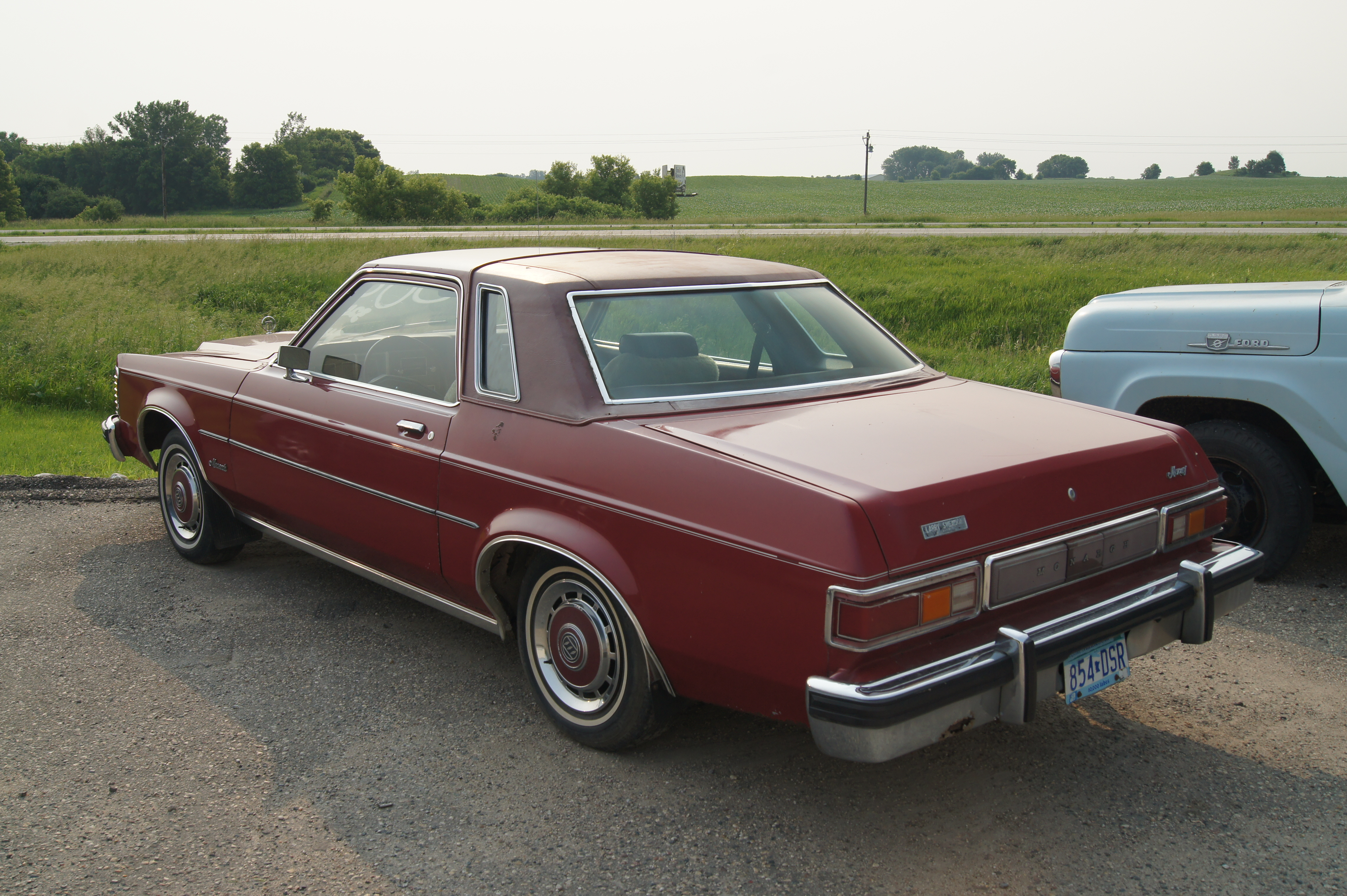
Mercury Monarch I - tył

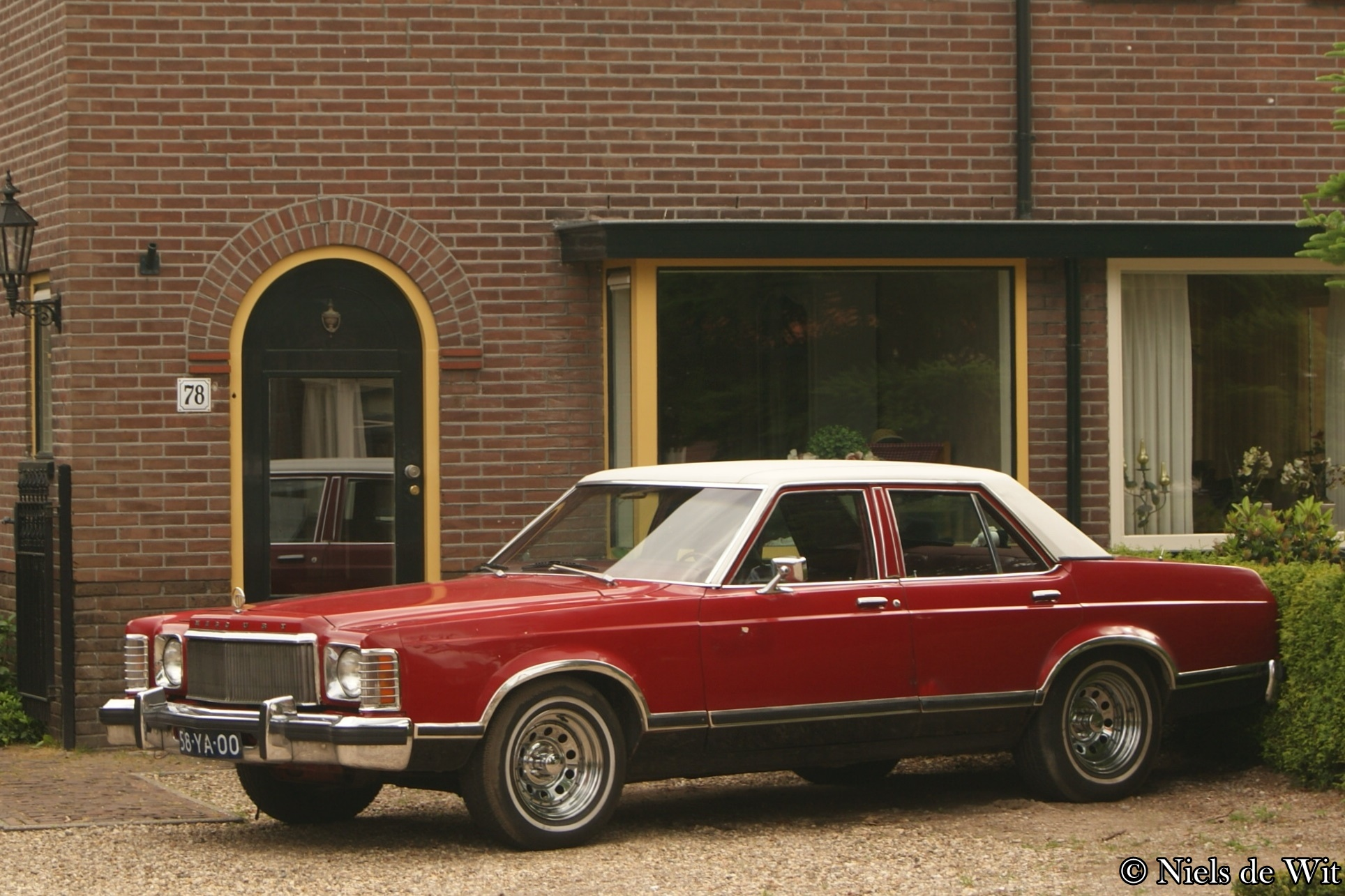
Mercury Monarch I Sedan

W 1975 roku Mercury przedstawiło nową linię modelową Monarch, która powstała wspólnie z bratnim Fordem jako bliźniacza konstrukcja wobec modelu Granada, a także topowego Lincolna Versailles.
Mercury Monarch dostępny był zarówno jako 4-drzwiowy sedan, jak i 2-drzwiowe coupé. Do napędu używano silników R6 i V8. Moc przenoszona była na oś tylną poprzez automatyczną skrzynię biegów. Wyprodukowano 575 567 egzemplarzy modelu.

### Silniki
- L6 3.3l
- L6 4.1l
- V8 4.9l Windsor
- V8 5.8l Windsor

### Dane techniczne (V8 4.9)
- V8 4,9 l (4942 cm³), 2 zawory na cylinder, OHV
- Układ zasilania: gaźnik
- Średnica cylindra × skok tłoka: 101,60 mm × 76,20 mm
- Stopień sprężania: 8,4:1
- Moc maksymalna: 136 KM (100 kW) przy 3600 obr./min
- Maksymalny moment obrotowy: 332 N•m przy 1600 obr./min